# Lesz podkamiennik
Artykuł ten został zgłoszony do umieszczenia na stronie głównej w rubryce „Czy wiesz”.
Pomóż nam go sprawdzić: oceń zgłoszoną nominację.
Lesz podkamiennik (Nebria rufescens) – gatunek chrząszcza z rodziny biegaczowatych i podrodziny leszowych. Zamieszkuje Europę, palearktyczną Azję i nearktyczną Amerykę Północną. W południowej części zasięgu zasiedla pogórza i góry, w północnej także niziny. Jest silnie higrofilny. Bytuje głównie nad wodami.

## Taksonomia
Gatunek ten opisany został po raz pierwszy w 1768 roku przez Hansa Strøma pod nazwą Carabus rufescens. Później przeniesiony został do rodzaju Nebria. W 1937 roku René Jeannel wyznaczył go gatunkiem typowym nowego podrodzaju Nebria (Boreonebria).
W obrębie tego gatunku wyróżnia się 6 podgatunków:
- Nebria rufescens castanipes (Kirby, 1837)
- Nebria rufescens lassenensis Kavanaugh, 1979
- Nebria rufescens lindrothi Kavanaugh, 1979
- Nebria rufescens munsteri Larsson et Gigja, 1959
- Nebria rufescens rishiriensis Habu, 1972
- Nebria rufescens rufescens (Ström, 1768)

Pierwszy z wymienionych opisany został w 1837 roku przez Williama Kirby’ego w randze gatunku, pod nazwą Helobia castanipes. N. r. lassenensis i N. r. lindrothi wyprowadzone zostały jako podgatunki Nebria gyllenhali w 1979 roku przez Davida H. Kavanaugha na łamach „Proceedings of the California Academy of Sciences”. Czwarty z wymienionych wprowadzony został w 1959 roku przez Svena G. Larssona i Geira Gigję pod nazwą Nebria gyllenhali munsteri. N. r. rishiriensis opisana została po raz pierwszy w 1972 roku przez Akinobu Habu na łamach periodyku „Mushi”.

## Morfologia
Chrząszcz o ciele długości od 8,6 do 14 mm, przy czym dolny zakres rozmiarów osiągany jest przez populacje z wyższych położeń górskich. Wierzch ciała jest zwykle jednolicie lśniąco czarny, czasem miejscami zmatowiały, zawsze bez czerwonej plamy na głowie, niekiedy z brązowymi lub czerwonobrązowymi pokrywami, zwłaszcza u populacji wysokogórskich, ale też u osobników nie w pełni wybarwionych.
Głowa ma czułki czarne, czasem z czerwonym członem nasadowym albo brązowo lub rudo rozjaśnione w części odsiebnej. U podgatunku nominatywnego pierwszy ich człon jest podługowato-jajowaty, u podstawy zwężony, u szczytu zaopatrzony w długą szczecinkę, człon drugi jest bardzo krótki i opatrzony jedną krótką szczecinką na spodzie, a człon trzeci stosunkowo długi, wyposażony w dwie szczecinki na stronie grzbietowej i tyle samo na spodniej. U innych podgatunków budowa nasadowej części czułków bywa odmienna. Warga dolna ma na podbródku od ośmiu do dziesięciu szczecinek.
Przedplecze jest bardzo szerokie i krótkie, około 1,7 raza szersze niż dłuższe, w tyle zwężone, o wklęśniętych przed tylnymi kątami krawędziach bocznych. Pokrywy mają kąty barkowe rozwarte i niezbyt zaokrąglone, a boczne krawędzie proste. Typowo punkty szczecinkowe grzbietowe (chetopory dyskalne) leżą tylko w trzecim międzyrzędzie. Jest ich tam od dwóch do siedmiu na każdej pokrywie, zwykle jest od czterech do pięciu. Rzadko jeden lub dwa chetopory dyskalne obecne są też w piątym międzyrzędzie, a w pierwszym międzyrzędzie zdarzają się dwa chetopory na jednej pokrywie i zero na drugiej. Punktów szczecinkowych przytarczkowych jest zwykle jedna para, ale na jednej pokrywie mogą być dwa lub może nie być ich wcale. Skrzydła tylnej pary u podgatunku nominatywnego są w pełni wykształcone, ale u niektórych podgatunków występują wyłącznie osobniki krótkoskrzydłe, o drugiej parze uwstecznionej tak pod względem rozmiarów, jak i użyłkowania. Zatułów nie ma punktowania na długich episternitach lub jest ono delikatne i skąpe. Odnóża wszystkich par mają wierzch stóp całkiem nagi. Ubarwienie odnóży bywa ciemnobrązowe, brązowe, czerwone, a nawet rudożółte.
Odwłok ma trzeci, czwarty i piąty z widocznych sternitów zaopatrzone w pojedynczą parę szczecinek umieszczonych po bokach części środkowej. Ostatni z widocznych sternitów ma mikrorzeźbę w postaci poprzecznego siatkowania.

## Biologia i ekologia
Owad borealno-górski (arkto-alpejski), na południu zasięgu występujący tylko w górach i na pogórzach, a na północy także na nizinach. Występuje nawet powyżej rzędnych 3100 m n.p.m. w piętrze alpejskim, a na dalekiej północy w tundrze. Silnie wilgociolubny. Zamieszkuje pobrzeża czystych, zimnych potoków, strumieni i jezior, a na północy także wybrzeża morskie. Preferuje podłoże kamieniste lub żwirowe, ale w tundrze obecny jest także na podłożu gliniasto-piaszczystym. Osobniki dorosłe czasem spotyka się także w pewnej odległości od wody na stanowiskach wilgotnych i zacienionych, np. pod olszami.
Postacie dorosłe pędzą nocny tryb życia. Za dnia kryją się pod kamieniami, powalonymi kłodami, chrustem czy opadłym listowiem. Są drapieżnikami. Okres pojawu różni się zależnie od podgatunku i regionu. Imagines podgatunku nominatywnego w środkowej części Europy obserwuje się od maja do września. Zimowanie odbywa się w stadium dorosłym, a u niektórych podgatunków także w larwalnym.

## Rozprzestrzenienie
Gatunek holarktyczny o cyrkumborealnym zasięgu.
Trzy podgatunki zamieszkują krainę palearktyczną. Kontynentalną Eurazję zasiedla tylko podgatunek nominatywny. W Europie znany jest on z Hiszpanii, Andory, Irlandii, Wielkiej Brytanii, Wsyp Owczych, Francji, Niemiec, Szwajcarii, Austrii, Włoch, Danii, Szwecji, Norwegii, Finlandii, Łotwy, Polski, Czech, Słowacji, Węgier, Białorusi, Ukrainy, Mołdawii, Rumunii, Bułgarii, Słowenii, Chorwacji, Serbii, Czarnogóry, Albanii, Macedonii Północnej, Grecji oraz europejskiej części Rosji. W Azji podawany jest z syberyjskiej i dalekowschodniej części Rosji, Korei Północnej oraz Sinciangu w Chinach. N. r. munsteri jest endemitem Islandii, a N. r. rishiriensis endemitem Japonii. 
Pozostałe podgatunki zamieszkują krainę nearktyczną. Najszerzej rozmieszczony jest N. r. castanipes. Stwierdzono go na Grenlandii, w kanadyjskich: Alberty, Kolumbii Brytyjskiej, Jukonu, Labradoru, Manitoby, Nowej Fundlandii, Ontario, Quebecu, Saskatchewanu i Terytoriów Północno-Zachodnich oraz amerykańskich stanach: Alaska, Dakota Południowa, Idaho, Maine, Missouri, Montana, New Hampshire, Nevada, Nowego Jorku, Oregon, Waszyngton i Wyoming. N. r. lindrothi podawany jest z Wyoming, Utah, Kolorado, Arizona i północnego Nowego Meksyku. N. r. lassenensis do endemit południowych Gór Skalistych znany z Oregonu i Kalifornii.